# 速報!TVスタジアム
『速報!TVスタジアム』（そくほう テレビスタジアム）は、1983年4月14日から同年9月29日までテレビ朝日系列局で生放送されていたテレビ朝日製作のスポーツ情報番組である。その後も1983年10月13日から1984年3月29日まで『TVスタジアム』（テレビスタジアム）と題して放送されていた。放送時間は毎週木曜 22:00 - 22:54 （日本標準時）。

## 概要
野村克也が野球解説者としての所属先をTBSからテレビ朝日へ変えたのを機にスタートした番組で、野村がメインキャスターを務めていた。
1983年当時の民放テレビは、2時間ドラマや情報番組の台頭で連続ドラマ、連続時代劇、連続アニメのうち最低1本は減りバラエティ番組や情報番組にシフトしていた。例えば同年4月にスタートした『わくわく動物ランド』（TBS）や後述する『世界まるごとHOWマッチ』(毎日放送）の前番組はいずれも連続ドラマ枠だった。また翌年開催のロス五輪では、NHKだけでなく民放でも主な競技を生中継することになっていた。そのため、民放各局は、野球以外の競技も取り上げるスポーツ情報番組の新設で民放でも五輪が視聴出来る習慣の足掛かりを掴みたかった。この番組の前番組は音楽番組だったがその音楽番組枠を火曜21時台に移動した。その火曜21時台も前番組は連続時代劇枠だった。同年4月には前番組は連続アニメ枠だった『サントリースポーツ天国』(フジテレビ）とテレビ東京がテレビ愛知の開局で東名阪のネットワーク「メガTONネットワーク」の完成を見越して『メガTONスポーツTODAY～プロ野球速報～』もそれぞれスタート。同年9月からは前番組が連続時代劇枠だった『サンデースポーツ9』(日本テレビ）もスタートした。
プライムタイムで1時間のスポーツ情報番組を放送することは当時では画期的なことだった。
プロ野球シーズン中には、試合の速報とスポーツ界を巡るさまざまなドキュメントを放送していた。またスタート当初は、スポーツに関するトピックスや週末の主なスポーツ競技についても取り上げていた。目玉のコーナーは、野村が主なプロ野球選手を毎回選んで分析する「ノムさんのあいつ分析」だった。これにより平日の週1回しか放送出来ないハンデを克服し他局のスポーツ情報番組の模倣であるという声は聴かれなかった。
スタジオセットは野球場をイメージしたもので、放送開始から半年間はセットのスタンド部分に観客を入れ、さらに観客席の上には番組スポンサー6社（後期においては3社）を表示していた。
同時間帯の『世界まるごとHOWマッチ』や『木曜ゴールデンドラマ』（読売テレビ）の在阪局制作の番組に大きく水をあけられたがタイトル、スポンサーを変えながら1年間放送することが出来た。1年間放送出来た背景には、放送当時のスポーツ情報番組は、プロ野球が主体で日本シリーズやドラフト会議などは10月以降に行われるため放送期間が半年では、それらに関する特集が出来ないこと。また翌年には、サラエボ五輪やロス五輪が控えておりそれらの関連情報を流さなければならなかったことが挙げられる。さらに当時の同局は木曜のこの時間帯と21時台が強力な裏番組の存在で苦戦していたため前番組のような音楽番組やかっての連続ドラマに戻しても高視聴率が望めないことから継続出来たのではという見方もある。
目標としていた帯番組化は出来なかったが同局で1985年スタートの『ニュースステーション』やその後番組である『報道ステーション』の「スポーツコーナー」で開花したほか『やべっちFC～日本サッカー応援宣言～』、『TOKYO応援宣言』、『GET SPORTS』(以上同局）や宮嶋もインタビュアーを務めた『ザ・インタビュー～トップランナーの肖像～』（BS朝日）でもこの番組のエッセンスが活かされている。
その後、多くのスポーツ情報番組がスタートしたがその中でもNHK総合で1985年スタートの『サンデースポーツスペシャル』は週1回プライムタイムの放送で編成面で似ているだけでなくキャスター陣も当時のNHK野球解説者星野仙一をメインキャスターに置き当時フリーアナウンサーの野中ともよと当時NHKアナウンサーだった大塚範一が支えプロ野球以外の競技も詳しく伝えるという点では構成面でも似ていた。現在も『サンデースポーツ』とタイトルを変えてキャスター、放送時間を変えて放送中である。

## 出演者
- 溝口泰男 - 総合司会[注 6]。『モーニングショー』から移行。[要出典]
- 宮嶋泰子（当時テレビ朝日アナウンサー） - 総合司会[注 7]。企画・制作にもかかわった[注 8]。
- 野村克也 - キャスター[注 9]。